# Splendeuptychia ambra
Splendeuptychia ambra är en fjärilsart som beskrevs av Gustav Weymer 1911. Splendeuptychia ambra ingår i släktet Splendeuptychia och familjen praktfjärilar. Inga underarter finns listade i Catalogue of Life.